# Aristoteles (Mondkrater)
Aristoteles ist ein Einschlagkrater im Nordosten der Mondvorderseite am Südrand des Mare Frigoris. Mit dem südlich gelegenen etwas kleineren Krater Eudoxus bildet Aristoteles ein auffälliges Paar.
Der Krater Aristoteles ist ein großer Krater mit terrassiertem Wall. Sein südöstlicher Rand überdeckt teilweise den benachbarten Krater Mitchell. Die Entstehungszeit von Aristoteles wird der eratosthenischen Periode zugerechnet.
| Buchstabe | Position           | Durchmesser | Link |
| --------- | ------------------ | ----------- | ---- |
| D         | 47,48° N, 14,71° O | 6 km        |      |
| M         | 53,49° N, 27,24° O | 7 km        |      |
| N         | 52,89° N, 26,81° O | 5 km        |      |

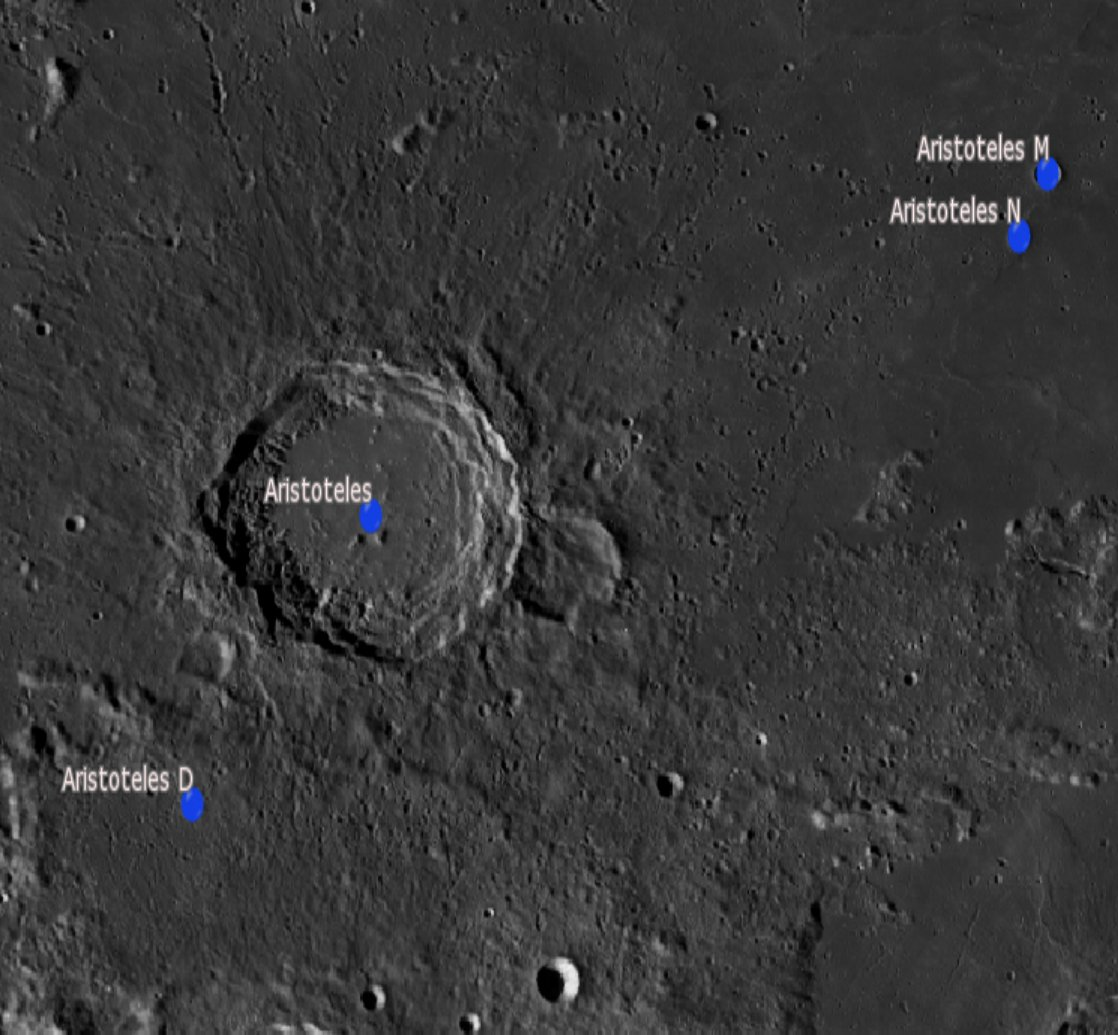
Aristoteles und seine Nebenkrater

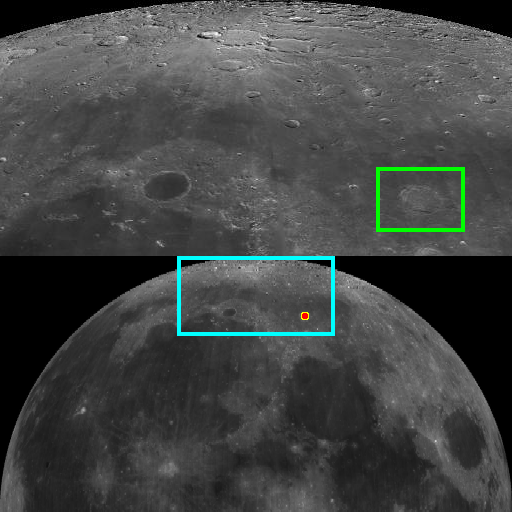
Die Lage des Kraters

Der Krater wurde 1935 von der IAU nach dem griechischen Philosophen Aristoteles offiziell benannt.